# Humberto Bassanesi
Humberto Bassanesi foi um político brasileiro.

## Biografia
Natural de Caxias do Sul, era filho de Maria Bottini e Herminio Bassanesi, comerciante de sapatos. Foi vereador de Caxias do Sul em 1935-1937, 1948-1951 e 1956-1959. Ocupou interinamente a Prefeitura no mês de junho de 1950. Em 1937 foi secretário e em 1956 presidente da Câmara.
Foi funcionário e sócio da Metalúrgica Abramo Eberle, orador oficial do Grêmio Atlético Eberle por muitos anos e professor de Contabilidade e Alfabetização no seu Departamento de Cultura, setor que dirigiu em 1943. Sua oratória era muito apreciada, sendo chamado na imprensa de "a voz canora de Caxias".
Foi presidente da Associação dos Empregados no Comércio, secretário da Associação dos Comerciantes, secretário e membro do Conselho Fiscal do Recreio da Juventude, secretário da comissão de obras do Monumento Nacional ao Imigrante, e presidente da Festa da Uva. Entre 1958 e 1962 foi presidente do Sindicato das Indústrias Metalúrgicas, Mecânicas e de Material Elétrico. Foi um dos fundadores da Companhia de Desenvolvimento de Caxias do Sul, homenageado em 2010 por sua atividade na empresa. Em 1960 recebeu uma comenda do Governo Italiano. Seu nome batiza uma rua de Caxias e foi inscrito em uma placa comemorativa no Monumento ao Imigrante na comemoração dos 60 anos de sua construção.